# 王延 (五代)
王延（880年—952年），字世美，五代十国时鄚州长丰（今河北省文安县南）人。
王延年轻时习儒，善词赋，重然诺。客居浮阳，随沧州横海军节度使戴思远入后梁。曾经用自己写的赋谒见宰相李琪，李琪举荐他为即墨县令。历任徐州、宋州、郓州、青州四镇从事。后唐长兴初年，同乡冯道、赵凤为相，擢拜左补阙。一年后，以水部员外知制诰升任中书舍人，赐金紫。末帝李从珂清泰末年，权知贡举，不受宰相干预，能秉公选才。吏部尚书卢文纪与崔协不睦，王延还是取崔协之子崔颀登进士甲科。此后历任吏部侍郎、尚书左丞、太常卿、工部尚书、礼部尚书。入后周，官至刑部尚书。后周初年，分司洛阳，授太子少保，改少傅致仕。广顺二年冬，去世。时年七十三岁。其子王亿，北宋时为殿中丞。